# アトバラ川

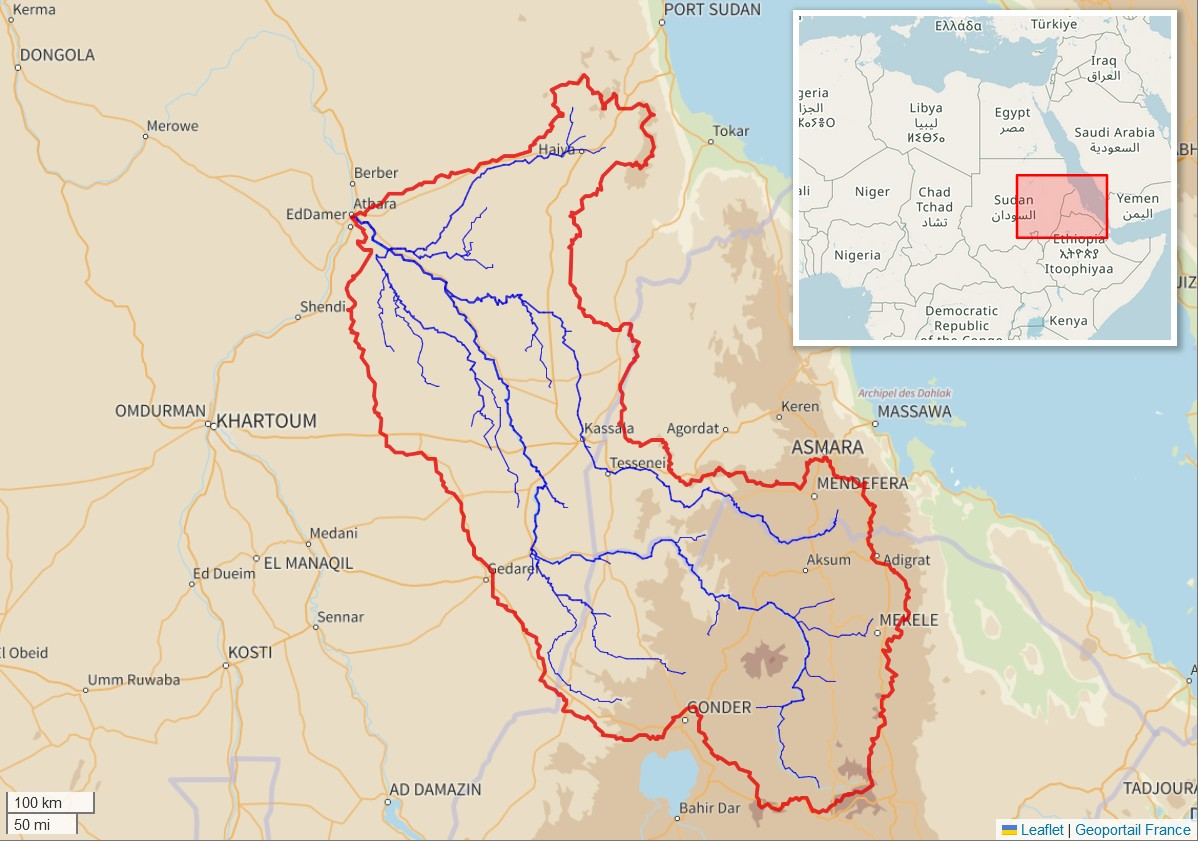
アトバラ川流域

アトバラ川（アトバラがわ、アムハラ語:የአትባራ ወንዝ、アラビア語:نهر عطبرة）は、エチオピア北西部からスーダンの東にかけて流れるナイル川支流の河川である。
全長約805km。タナ湖の北約50km、ゴンダールの西約30kmの場所から流れ出し、スーダンのアトバラでナイル川に合流する。ナイル川が地中海に流れ込む前に合流する最後の支流である。支流のテケゼ川は、アトバラ川とテケゼ川の合流地点から水源までの距離がアトバラ川より長い。他に支流はShinfa川、Angereb川がある。
6月から10月までの雨季以外はほとんど水は流れていない。1964年に灌漑のため、カシム・エル・ジルバ（Kashm-el-Girba）にダムが作られた。